# 邢国辉
邢国辉（1961年3月—），中华人民共和国政治人物，汉族，籍贯河北省正定县。河北大学函授汉语言文学专业毕业，天津财经大学国民经济学专业在职研究生学历，经济学硕士。曾任河北省人大常委会副主任等职务。

## 生平
1976年12月参加工作，任正定县革委招待所服务员。1978年5月，任中共正定县委办公室打字员。1982年2月，任中共石家庄地委办公室打字员、文书档案员。1984年8月加入中国共产党。1984年8月，任石家庄地区行署税务局人秘科科员（1984年9月转干）。1985年11月，任河北省税务局人事教育处科员、副主任科员、主任科员（1983年8月至1986年6月，在河北大学函授汉语言文学专业学习）。1991年6月，任人事处副处长。1994年8月，任河北省地方税务局人事处副处长。1994年12月，任人事处处长（其间：1997年1月至1998年6月，在藁城市挂职任市委副书记）。1998年6月，任河北省地方税务局副局长、党组成员。2007年1月，任河北省地方税务局副局长、党组副书记。2008年3月，任河北省地方税务局局长、党组书记。2011年12月，任河北省财政厅党组书记。2012年1月，任河北省财政厅厅长、党组书记。2013年，被选为第十二届全国人大代表。
2013年12月，任中共张家口市委书记。2015年7月，任中共石家庄市委副书记，市政府副市长、代市长、党组书记（9月当选市长）。2016年11月，任中共河北省委常委、石家庄市委书记。2016年12月，辞去石家庄市市长职务。2021年2月，当选为河北省人大常委会副主任。同年4月，不再担任中共河北省委常委、石家庄市委书记。2023年1月，届满卸任。